# Наратово
Наратово (баш. Нарат) — деревня в Калтасинском районе Республики Башкортостан Российской Федерации. Входит в состав Большекачаковского сельсовета. 

## География

### Географическое положение
Расстояние до:
- районного центра (Калтасы): 25 км,
- центра сельсовета (Большекачаково): 5 км,
- ближайшей ж/д станции (Янаул): 60 км.

## Население
| 2002 | 2009 | 2010 |
| ---- | ---- | ---- |
| 59   | ↘57  | ↘34  |

### Национальный состав
Согласно переписи 2002 года, преобладающие национальности — татары (66 %), башкиры (32 %).